# Alexander Hack
Alexander Hack (Memmingen, 1993. szeptember 8. –) német labdarúgó, a New York Red Bulls hátvédje. 

## Pályafutása
2012–13-ban az FC Memmingen, 2013–14-ben az SpVgg Unterhaching labdarúgója volt.
2014 és 2017 között a Mainz 05 második csapatában szerepelt. 2015 és 2023 között a Mainz 05 csapatának volt a játékosa. 2023. augusztus 14-én a szaúdi al-Kvadszija szerződtette. A szezon végén csapatával megnyerte a másodosztályt. 2024. december 20-án kétéves szerződést kötött az amerikai New York Red Bulls csapatával.
2013–14-ben négy alkalommal szerepelt a német U20-as válogatottban.

## Sikerei, díjai
- al-Kvadszija
  - Szaúdi First Division League: 2023–24